# 郝复俭
郝复俭（1911年—1975年），男，山东胶州人，中国无线电与惯性器件技术专家，曾任第七机械工业部第一研究院惯性器件研究所所长，第三届全国人大代表。